# Kad (Einheit)
Der Kad (auch Okow genannt) war ein russisches Volumenmaß für trockene Waren. Die älteste Erwähnung reicht ins 12. Jahrhundert zurück. Kad und die Osmina lassen sich in Kornpreisen in Nowgorod zwischen 1137 und 1231 nachweisen. Der letzte Nachweis des Okow im Zusammenhang mit Preisen ist 1420, dann wird der Tschetwert (ab 1469) das Kornmaß.
- 1 Kad = 8 Osmina = 4 Tschetwert = 839,6 Liter